# Longes
Longes ist eine französische Gemeinde mit 951 Einwohnern (Stand: 1. Januar 2022) im Département Rhône in der Region Auvergne-Rhône-Alpes. Longes gehört zum Arrondissement Lyon und zum Kanton Mornant (bis 2015: Kanton Condrieu).

## Geographie
Longes liegt etwa 30 Kilometer südsüdwestlich von Lyon und etwa 24 Kilometer ostnordöstlich von Saint-Étienne am Fuß des Mont Pilat. Umgeben wird Longes von den Nachbargemeinden Tartaras im Norden, Trèves im Nordosten, Les Haies im Osten, Condrieu im Süden und Südosten, La Chapelle-Villars im Süden und Südosten, Pavezin im Südwesten, Sainte-Croix-en-Jarez im Westen und Südwesten sowie Châteauneuf im Westen.

## Bevölkerungsentwicklung
| Jahr                       | 1962 | 1968 | 1975 | 1982 | 1990 | 1999 | 2006 | 2012 |
| Einwohner                  | 476  | 471  | 457  | 610  | 654  | 763  | 824  | 909  |
| Quellen: Cassini und INSEE |      |      |      |      |      |      |      |      |

## Sehenswürdigkeiten
- Kirche Saint-Pierre-et-Saint-Paul, im 14. Jahrhundert erbaut, umgebaut im 19. Jahrhundert
- Backofen und Waschhaus der Gemeinde
- Kapelle in Dizimieux, 1883 erbaut
- Kapelle in Nuzières

## Weblinks

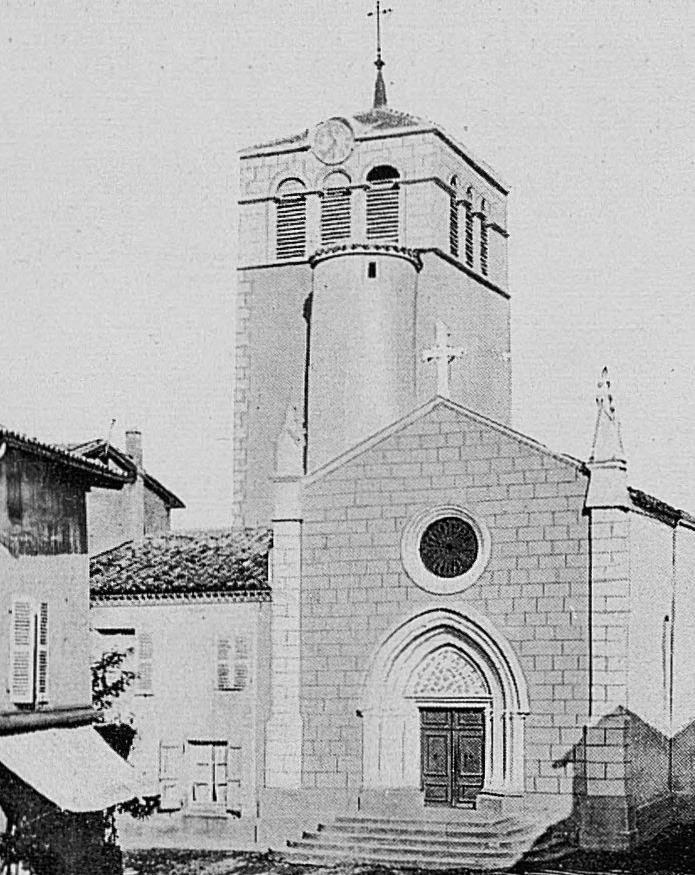
Kirche Saint-Pierre-et-Saint-Paul, Foto von Anfang des 20. Jahrhunderts